# Чуралахта
Чурала́хта (карел. Čuralahti) — деревня в составе Эссойльского сельского поселения Пряжинского национального района Республики Карелия.

## Общие сведения
Расположена на восточном берегу озера Сямозеро.
Сохраняется деревянная часовня Александра Свирского (XIX век).

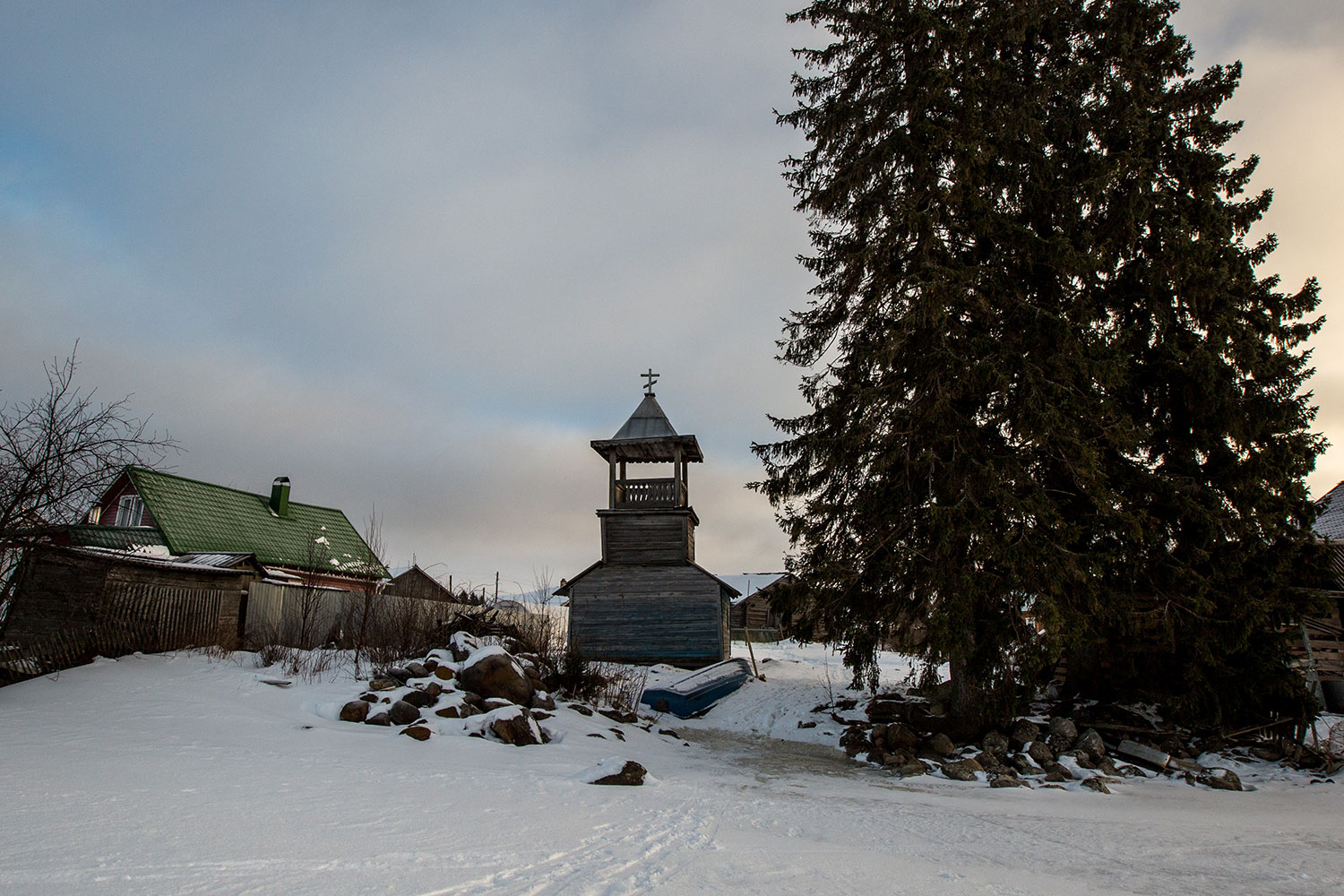
Культовая роща

## Население
Численность населения в 1905 году составляла 74 человека.
| 2002 | 2009 | 2010 | 2013 |
| ---- | ---- | ---- | ---- |
| 30   | →30  | ↗33  | ↘29  |

## Улицы
- ул. Берёзовая
- ул. Гористая
- пер. Кооперативный
- ул. Огородная
- ул. Цветочная